# Manuel Quevedo
Pour les articles homonymes, voir Quevedo.
Pour le footballeur, voir Pantaleón.
Manuel Quevedo est un général de division et homme politique vénézuélien. Il a été deux fois ministres entre 2015 et 2020, de l'Habitat et du Logement puis du Pétrole.

## Carrière politique
Major général de l'armée vénézuélienne, il est nommé ministre de l'Habitat et du Logement en 2015
 puis du Pétrole de 2017 à avril 2020 lorsqu'il est remplacé par le fidèle du régime Tareck El Aissami. Quevedo est accusé par des organes de presse du Venezuela, dont Al Navío d'avoir provoqué la mort de la compagnie nationale de pétrole, la PDVSA. Pour autant, Courrier International fait remarquer que El Aissimi n'est pas plus un spécialiste des hydrocarbures que d'autres membres de la compagnie nationale, mais est un fidèle du régime qui aura la lourde tâche de redresser l'industrie pétrolière du pays, les cours du pétrole s'étant effondrés en raison de la pandémie de Covid-19 des années 2019 et 2020.